# 나탈자유꼬리박쥐
나탈자유꼬리박쥐(Mormopterus acetabulosus)는 큰귀박쥐과에 속하는 박쥐의 일종이다. 모리셔스와 레위니옹의 토착종이다. 분포 지역에서 5 군데 이하 지역에서만 알려져 있지만, 몇몇 지역에서는 흔하다. 동굴 속에 자리를 잡고 생활하며, 동굴 서식지의 교란때문에 취약종으로 간주되고 있다.